# Zero-Price-Effekt
Der Zero-Price-Effekt ist ein psychologischer Effekt in der Verkaufspsychologie und Verhaltensökonomik, der besagt, dass ein Kunde eher dazu bereit ist, etwas einzukaufen, wenn er etwas kostenlos erhält, auch wenn dies nur minimal günstiger ist. Hierbei kann der Kunde auch bereit sein, mehr für ein Produkt auszugeben, nur um den Preis für eine andere Leistung einzusparen (beispielsweise durch ein Entfallen der Postgebühren bei einer Online-Bestellung). Erstmals untersucht wurde das Phänomen von Ariely, Shampanier und Manzar in einer Studie und in Zero as a Special Price: The True Value of Free Products, Marketing Science 26 im Jahr 2007 veröffentlicht.

## Das Experiment
Ariely, Shampanier und Manzar stellten ihren potenziellen Käufern zwei Schokoladenstücke zur Auswahl. Eine davon war eine von der Hershey Company mit niedriger Qualität und eine von Lindt & Sprüngli mit hoher Qualität. Danach wurde zwei Preis-Paare mit zwei Szenarien gebildet.
Im ersten Szenario kosteten beide Produkte Geld (Hershey = 1 Cent, Lindt = 14 Cent). Hierbei entschieden sich 8 % für Hershey, 30 % für Lindt und 62 % verzichteten auf Schokolade. Im zweiten Szenario entfiel der Preis für die Hershey-Schokolade, und der Preis für die Lindt-Schokolade wurde auf 13 Cent gesenkt. Hierbei entschieden sich 31 % für die Hershey-Schokolade, 13 % für Lindt, und die restlichen 56 verzichteten auf Schokolade. Eine minimale Änderung führte also dazu, dass viele der Teilnehmer die Marke wechselten und hierfür eine schlechtere Qualität in Kauf nahmen. Daraus schloss man, dass Konsumenten für kostenlose Güter prinzipiell eine höhere Präferenz haben.

## Anwendungsbeispiele und Bedeutung in der Wirtschaft
Im elektronischen Handel kann dies zum Beispiel ein freier Versand oder das Sammeln einlösbarer Punkte sein. Auch in anderen Branchen wird dieser Effekt in Form kostenloser Nebenleistungen ausgenutzt. Aus ökonomischer Sicht führt ein Preis eines Teils eines Angebots, das bei null liegt, zu einem  überproportionalen Nachfrageanstieg des Kernangebots.
In The zero‐price effect in freemium business models: The moderating effects of free mentality and price–quality inference von Thomas Niemand, Robert Mai und Sascha Kraus wurde der Zero-Price-Effekt anhand von einem Abonnements des Videostreamingdienstes Netflix untersucht. Es wurde ein deutlicher Zero-Price-Effekt für die kostenlose Option beobachtet, wenn sie einer geringfügig teureren Option gegenübergestellt wurde.